# Masami Tsuda
Masami Tsuda (津田 雅美?, Tsuda Masami; prefettura di Kanagawa, 9 luglio 1970) è una fumettista giapponese.
Il suo lavoro più celebre è lo shōjo manga, inquadrabile nel genere "slice of life", Kareshi Kanojo no jijō (Kare Kano) pubblicato in Italia da Dynit col titolo Le situazioni di Lui & Lei, la sua prima opera in più di un volume (102 capitoli) a cui Tsuda ha dedicato dieci anni di lavoro.
La pubblicazione di Le situazioni di Lui & Lei sulla rivista LaLa (Hakusensha) è iniziata nel 1996 ed è terminata nel 2005 con il commiato dell'autrice dalla serie nel Diario di Tsuda, vignette in cui parla dei propri gusti, descrive alcuni particolari del proprio lavoro e risponde ai lettori. Ad oggi questi frammenti sparsi per la serie rimangono fra le poche fonti edite in italiano da cui è possibile ricavare informazioni su Masami Tsuda.
Il 24 ottobre 2006 è uscita su LaLa l'opera più recente di Masami Tsuda, eensy-weensy.

## Opere
|                                                  |                         |                                    |                       |  |  |
| Edite in Italia                                  |                         |                                    |                       |  |  |
|                                                  |                         |                                    |                       |  |  |
| Le situazioni di Lui & Lei                       | 彼氏彼女の事情          | Kareshi Kanojo no jijō             | 1996-2005             |  |  |
| Rivediamoci domani nel bosco                     | あした また森であおうね | Ashita mata mori de aō ne          | settembre 1993        |  |  |
| Tigre e camaleonte: la promessa di una settimana | トラとカメレオン        | Tora to Kamereon                   | dicembre 1994         |  |  |
| Eensy Weensy Monster                             |                         | Eensy Weensy Monster               | [Luglio/Ottobre 2009] |  |  |
| Nostalgia                                        | ノスタルジア            | Nosutarujia                        | [Ottobre 2009]        |  |  |
|                                                  |                         |                                    |                       |  |  |
| Inedite in Italia                                |                         |                                    |                       |  |  |
|                                                  |                         |                                    |                       |  |  |
| Sono felice di averti incontrato                 | 会えてよかった          | Aete yokatta                       | marzo 1993            |  |  |
| Adesso, da qualche parte sotto al cielo          | 今は、どこかの空の下で  | Ima wa, dokoka no sora no shita de | maggio 1993           |  |  |
| Perché ci sei tu                                 | 君がいるから            | Kimi ga iru kara                   | giugno 1993           |  |  |
| La principessa e la megera                       | ブスと姫君              | Busu to himegoto                   | marzo 1994            |  |  |
| L'amore impiega un secondo.                      | 恋は一秒.               | Koi wa ichibyō                     | aprile 1994           |  |  |
| Il re violento                                   | あばれる王様            | Abareru ō-sama                     | luglio 1994           |  |  |
| L'uomo che si innamorò                           | すきになったひと        | Suki ni natta hito                 | agosto 1994           |  |  |
| diciottenne                                      | 18歳                    | Jūhachi-sai                        | novembre 1994         |  |  |
| Il giorno in cui divenni donna                   | オンナになった日        | Onna ni natta hi                   | aprile-giugno 1995    |  |  |
| Non me ne vado                                   | わたしは行かない        | Watashi wa ikanai                  | settembre 1995        |  |  |
| Uno spiacevole rapporto                          | きまずい関係            | Kimazuki kanei                     | ottobre 1995          |  |  |
| Nella foresta                                    | # 森の中                | Mori no naka                       | inverno 1995          |  |  |
| La stanza in cui abita un angelo                 | 天使の棲む部屋          | Tenshi no sumu heya                | dicembre 1995         |  |  |
| Sono una sirena                                  | わたしは人魚            | Watashi wa ningyo                  | estate 1996           |  |  |
| 3－BITTER PAIN-                                  | 3－BITTER PAIN-         | 3－BITTER PAIN-                    | dicembre 1996         |  |  |
| Il castello dei sogni                            | 夢の城                  | Yume no shiro                      | settembre 1998        |  |  |
| Dimentichiamo                                    | な忘れそ                | Na wasureso                        | ottobre 2000          |  |  |
| L'amore è una cosa qualsiasi                     | 恋愛は、普通            | Renai wa, futsū                    | novembre 2005         |  |  |
| Il frutto rosso                                  | 赤い実                  | Akai mi                            | agosto 2005           |  |  |
| Nostalgia                                        | ノスタルジア            | Nosutarujia                        | gennaio 2006          |  |  |
| La divinità sulla spalla                         | 肩のり神様              | Kata nori kami-sama                | maggio 2006           |  |  |
| eensy-weensy                                     | eensy-weensy            | eensy-weensy                       | 2006 (in corso)       |  |  |